# 中国山西省爆発事件
中国山西省爆発事件（ちゅうごくさんせいしょう ばくはつじけん）とは、2013年11月6日に中華人民共和国山西省太原市中国共産党山西省委員会の庁舎前で爆発が発生し、1人が死亡、8人が重軽傷を負った事件。

## 概要
2013年11月6日午前7時40分（北京時間）、中国共産党山西省委員会の庁舎前に於いて7回連続して爆発が発生。
新華社によると現場には鉄球などが散乱しており、圧力鍋爆弾のような自家製爆弾による犯行と見られている。現場では鉄球が飛んだことで当たった自動車がへこむなどの被害が出ている。また現場から100メートルほど離れた自動車にまで被害が及んだとの情報も存在する。この爆発により1名が死亡、8名が負傷した。
中国公安当局は今回の山西省事件について、『共産党施設を狙った爆弾によるテロ』とみなして本格的捜査を開始した。
11月8日未明、太原市内在住の当時41歳の男を容疑者として拘束し、自宅から手製の爆発装置や犯行に使用した車両などを押収した。2014年4月28日、太原市中級人民法院は男に死刑判決を言い渡した。